# Paul Samuelson
Paul Anthony Samuelson (Gary, Indiana, 15 de mayo de 1915-Belmont, Massachusetts, 13 de diciembre de 2009) fue un economista estadounidense de origen judío de la escuela neokeynesiana.
Es principalmente conocido por el planteamiento general del método de las estáticas comparativas que hizo en su libro Foundations of Economic Analysis de 1947. Ese mismo año, fue premiado con la Medalla John Bates Clark. En 1970 fue el primer laureado individual del Premio del Banco de Suecia en Ciencias Económicas en memoria de Alfred Nobel por sus contribuciones a la teoría económica estática y dinámica.

## Biografía
Sus padres eran Frank Samuelson, un farmacéutico, de ascendencia judía, y Ella Lipton. En 1923 se mudó a Chicago en cuya universidad se graduó en 1935. Posteriormente recibió su maestría y doctorado en economía (1941) en la Universidad de Harvard bajo la dirección de Joseph Schumpeter, Wassily Leontief, Gottfried Haberler y Alvin Hansen.

### Puestos profesionales
- En 1940, llegó al Instituto Tecnológico de Massachusetts como profesor asistente de economía y fue nombrado profesor asociado en 1944.
- De 1944 a 1945, fue miembro del equipo del Laboratorio de Radiación.
- En 1945 fue profesor a tiempo parcial de Relaciones Internacionales Económicas en la Escuela de Derecho y Diplomacia Fletcher.
- Profesor en MIT en 1947 y hasta su fallecimiento Profesor del Instituto.
- Fue Guggenheim Fellow de 1948 a 1949.

## Membresías
- Miembro de la Academia Estadounidense de las Artes y las Ciencias;
- Miembro de la Sociedad Filosófica Estadounidense y de la Academia Británica;
- Miembro y expresidente (1961) de la American Economic Association
- Miembro del consejo editorial y expresidente (1951) de la Econometric Society
- Miembro del consejo y exvicepresidente de la Economic Society.

## Campos de trabajo
Samuelson trabajó en muchos campos entre los que se incluyen:
- Economía de bienestar, en la cual popularizó las condiciones Lindahl-Bowen-Samuelson (criterios para decidir si una acción mejorará el bienestar) y demostró en 1950 la insuficiencia del índice de ingreso nacional para revelar cuál de las dos opciones sociales estaba uniformemente fuera de la otra función de posibilidad factible (Collected Scientific Papers, v. 2, ch. 77; Fischer, 1987, p. 236).
- Teoría de las finanzas públicas, en la que destaca por su trabajo de determinación del reparto óptimo de los recursos en presencia tanto de los bienes públicos como de los bienes privados.
- Economía internacional, donde influenció el desarrollo de dos importantes modelos de tendencia internacional: el efecto Balassa-Samuelson y el modelo Heckscher-Ohlin (con el teorema de Stolper-Samuelson), como una manera de analizar el comportamiento de los agentes económicos a través de múltiples periodos de tiempo (Collected Scientific Papers, v. 1, ch. 21).
- Teoría del consumidor: fue el pionero en la teoría de la preferencia revelada, que es un método por el cual es posible discernir la mejor opción posible y, por tanto, definir las funciones de utilidad del consumidor observando el comportamiento del consumidor.

## Contribuciones más importantes
Samuelson, crítico de la economía neoclásica, fue esencial en la creación de la síntesis neoclásica-keynesiana, la cual incorpora principios keynesianos con principios neoclásicos y domina el mainstream económico. Lo que sigue es una selección de las razones que se esgrimieron para otorgarle el Premio del Banco de Suecia en Ciencias Económicas en memoria de Alfred Nobel:
Más que cualquier otro economista contemporáneo, Samuelson ha colaborado en aumentar el nivel general analítico y metodológico en la ciencia económica. Ha reescrito una parte considerable de la teoría económica. También ha mostrado la unidad fundamental tanto de los problemas como de las técnicas analíticas en economía, parcialmente por una aplicación sistemática de la metodología de maximización a un amplio conjunto de problemas. Esto significa que las contribuciones de Samuelson se encuentra en un gran número de campos diferentes.
En 2003, Samuelson fue uno de los diez economistas ganadores del Premio del Banco de Suecia en Ciencias Económicas en memoria de Alfred Nobel que firmaron la declaración de los economistas que se oponía al recorte de impuestos de Bush.

### Termodinámica y economía
Samuelson fue uno de los primeros economistas en generalizar y aplicar métodos matemáticos desarrollados para el estudio de la termodinámica a la economía. Como estudiante graduado en la Universidad de Harvard, fue el único protegido de Edwin Bidwell Wilson, quien había sido él mismo el único protegido del gran físico de Yale Josiah Willard Gibbs. Gibbs, el fundador de la termodinámica química, fue también mentor del economista estadounidense Irving Fisher e influenció a ambos en sus ideas sobre el equilibrio de sistemas económicos.
La magnum opus de Samuelson Fundamentos del Análisis Económico (1947), escrita a partir de su disertación doctoral, se basa en los métodos de la termodinámica clásica del científico estadounidense Willard Gibbs, específicamente su documento On the Equilibrium of Heterogeneous Substances (1876).
En 1947, basado en el principio de Le Châtelier de termodinámica, estableció el método de estática comparativa en economía. Este método explica los cambios en la solución de equilibrio de un problema de maximización obligada (económica o termodinámica) cuando una de las restricciones es marginalmente reforzada o relajada. El principio de Le Châtelier fue desarrollado por el químico francés Henri-Louis Le Châtelier, quien es famoso por ser uno de los primeros en traducir los documentos sobre equilibrio de Gibbs (en francés, 1899). El uso por Samuelson del principio de Le Châtelier probó ser una herramienta muy poderosa y se difundió su uso en la economía moderna. Los intentos de utilizar analogías entre la economía y la termodinámica vienen desde Guillaume y Samuelson.

## Publicaciones
El libro de Samuelson Curso de economía moderna (publicado por primera vez en 1945 y ampliado en 1983) es considerado también una de sus magnum opus. Este manual es el libro de texto de Economía para estudiantes universitarios más vendido de la historia. Surgió a partir de su disertación doctoral en la Universidad de Harvard, en la cual hace uso de los métodos de termodinámica clásica de Josiah Willard Gibbs. Con el objetivo de derivar "una teoría general de las teorías económicas (Samuelson, 1983, p. xxvi.), el libro propone:
- examinar las analogías subyacentes entre las características centrales en la economía teórica y la economía aplicada
- estudiar cómo los teoremas operativos pueden ser derivados de un pequeño número de métodos análogos (p. 3.).

El libro muestra cómo estas metas pueden ser alcanzadas de forma parsimoniosa y fructífera, utilizando el lenguaje de las matemáticas aplicadas a diversos subcampos de la economía. El libro propone dos hipótesis generales como suficientes para sus propósitos:
- un comportamiento maximizador de los agentes; y
- sistemas económicos (incluyendo un mercado y una economía) en un equilibrio estable.

En el curso del análisis, la estática comparativa (el análisis de cambios en el equilibrio del sistema que resulta de un cambio de parámetros del sistema) es formalizada y claramente expuesta.
El capítulo sobre economía del bienestar "intenta dar una revisión breve, pero bastante completa de todo el campo de la economía del bienestar" (Samuelson, 1947, p. 252.). También desarrolla lo que sería conocido como la función del bienestar social Bergson-Samuelson, por la cual muestra cómo representar (en el cálculo de maximización) todas las medidas reales económicas de cualquier sistema que se requiere para clasificar consistentemente diferentes configuraciones sociales factibles en un sentido ético como "mejores que" o "peores que" o "indiferentes a" otra (p. 221.).
Asimismo, en dicho manual, Samuelson señala las tres preguntas básicas que tiene que responder todo sistema económico: qué bienes y servicios (y en qué cantidad) se van a producir; cómo se van a producir esos bienes (utilizando los factores de producción: tierra, trabajo y capital); y para quién son dichos bienes y servicios.
Existen 388 documentos en la Colección de documentos científicos de Samuelson. Stanley Fischer sostiene que en conjunto son únicos en su género, llenos de conocimiento general y económico, escritos con maestría y generosidad de alusiones a sus predecesores.* Fischer, Stanley (1987). «Samuelson, Paul Anthony». The New Palgrave: A Dictionary of Economics (Londres y Nueva York edición). Macmillan y Stockton. pp. 234-241.
Samuelson también es autor (y desde 1985 coautor) de un libro de texto de gran influencia titulado Economía, con una primera edición en 1948 y en la actualidad en su edición 18. El libro ha sido traducido a 41 lenguas y se han vendido más de cuatro millones de copias.
Por otra parte, es coordinador de Inside the Economist's Mind: Conversations with Eminent Economists (Blackwell Publishing, 2007), junto con William A. Barnett, una colección de entrevistas con los economistas más importantes del siglo XX.
Además de pedagogo y divulgador, Samuelson hizo muchas aportaciones originales. Estaba especialmente interesado en los aspectos dinámicos de la economía. Entre sus principales méritos figuran el desarrollo de las curvas de indiferencia, que permitieron evaluar la utilidad marginal decreciente de un bien sin recurrir a su cuantificación y el haber realizado aportes, entre otros economistas reconocidos, a la llamada "síntesis neoclásica", es decir, la fusión en un conjunto coherente de la economía de Keynes con la de sus predecesores.

### Lista de publicaciones
- Foundations of Economic Analysis, Harvard University Press (1947, Enlarged ed. 1983)
- Economics: An Introductory Analysis (1948) McGraw-Hill, ISBN 0-07-074741-5 ; con William D. Nordhaus (desde 1985), McGraw-Hill (18th ed., 2004) ISBN 0-07-287205-5
- Intertemporal Price Equilibrium: “A Prologue to the Theory of Speculation” (1957) sugiere que el precio de los recursos escasos deben incrementarse continuamente, a la par con la tasa de retorno de capital.
- Linear Programming and Economic Analysis (1958) con Robert Dorfman y Robert M. Solow, McGraw-Hill
- The Collected Scientific Papers of Paul A. Samuelson, MIT Press

v. 1 & 2, 1937-mid-1964 (1966)
v. 3., mid-1964-1970 (1970)
v. 4, 1971-76 (1977)
v. 5, 1977-1985 (1986)
v. 6 & 7, 1986- (en preparación)
- Inside the Economist's Mind: Conversations with Eminent Economists (2007) con William A. Barnett, Blackwell Publishing, ISBN 1-4051-5917-0

## Prensa
- Muere a los 94 años el Nobel de economía Paul Samuelson
- Paul Samuelson, Q. E. P. D.

- Datos: Q102454
- Multimedia: Paul Samuelson / Q102454
- Citas célebres: Paul Samuelson